# غرافين أو إس
غرافين أو إس (بالإنجليزية: GrapheneOS)‏ هو نظام تشغيل للهواتف الذكية مفتوح المصدر مبني على أندرويد لأجهزة جوجل بكسل، ويركز على الخصوصية والأمان.

## روابط خارجية
الموقع الرسمي